# Beziehungen zwischen Dänemark und den Vereinigten Staaten

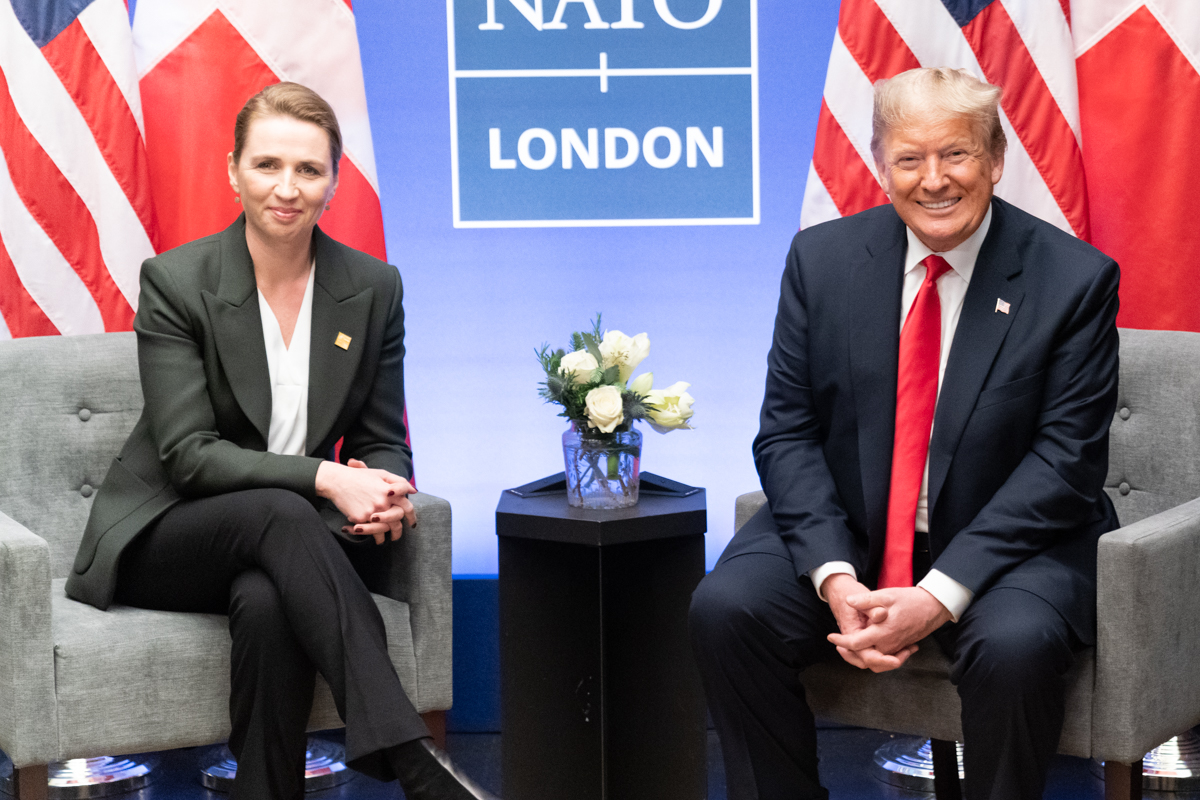
Mette Frederiksen mit Donald Trump (2019)

Die Beziehungen zwischen Dänemark und den Vereinigten Staaten sind das zwischenstaatliche Verhältnis zwischen dem Königreich Dänemark und den Vereinigten Staaten. Beide Länder unterhalten seit dem Ende des 18. Jahrhunderts diplomatische Kontakte. Während des Ersten Weltkriegs verkaufte Dänemark seine karibischen Überseegebiete an die USA und während des Zweiten Weltkriegs verpachtete es ab 1941 für die Dauer des Krieges Grönland an die Amerikaner, welche dort militärische Anlagen errichteten, die in einigen Fällen bis heute betrieben werden. Nach dem Ende des Kriegs trat Dänemark 1949 als Gründungsmitglied den NATO bei und war seitdem einer der engsten Verbündeten der USA in Westeuropa. Unter Donald Trump kam es in den 2010er und 2020er Jahre allerdings zu verstärkten Spannungen zwischen beiden Ländern aufgrund der amerikanischen Ansprüche auf Grönland, die sich bis auf das 19. Jahrhundert zurückverfolgen lassen.

## Geschichte

### Frühe Kontakte
Die diplomatischen Beziehungen zwischen dem Königreich Dänemark und den Vereinigten Staaten begannen kurz nach der Unabhängigkeit der USA. Dänemark erkannte die Vereinigten Staaten am 9. Juni 1792 formell an, als der amerikanische Konsul in Kopenhagen, Hans Saabye, seine Zulassung von der dänischen Regierung erhielt. Am 12. Oktober 1801 erhielt der erste dänische Gesandte offiziell seine Akkreditierung in Washington, D.C., womit beidseitige diplomatische Beziehungen etabliert wurden. Damit gehört das dänisch-amerikanische Verhältnis zu den am längsten ununterbrochen bestehenden diplomatischen Beziehungen weltweit. Frühzeitige Handelskontakte bestanden im 18. und 19. Jahrhundert vor allem im Seehandel. Während der Napoleonischen Kriege kam es zu vereinzelten Konflikten, als dänische Behörden amerikanische Handelsschiffe beschlagnahmten. Offene Fragen wurden jedoch in den folgenden Jahrzehnten durch diplomatische Verhandlungen einvernehmlich gelöst – etwa in einem Abkommen von 1830, das amerikanische Entschädigungsansprüche regelte. Im Sezessionskrieg verhielt sich Dänemark neutral.
Bereits im 19. Jahrhundert entstanden enge personelle und kulturelle Verbindungen zwischen beiden Ländern. So wanderten ab den 1850er Jahren zahlreiche Dänen auf der Suche nach einer besseren Zukunft in die Vereinigten Staaten aus. Zwischen 1870 und 1930 verließen über 300.000 Dänen ihre Heimat und siedelten sich in den USA an. Viele ließen sich im Mittleren Westen nieder und prägten dort Gemeinden durch Landwirtschaft und Handwerk. Diese Auswanderungswelle begründete eine dänischstämmige Gemeinschaft in Amerika, die bis heute besteht. Gegen Ende des 19. Jahrhunderts intensivierten sich auch die politischen Kontakte: Die USA zeigten Interesse an den damals dänischen Kolonialgebieten in der Karibik (Dänisch-Westindien). 1867 wurde ein erster Kaufvertrag über die Inseln St. Thomas und St. John ausgehandelt, scheiterte jedoch an der Ratifizierung. Ein erneuter Anlauf im Jahr 1902 wurde vom dänischen Parlament abgelehnt. Kurz vor dem Kauf Alaskas versuchten die USA zudem auch Island und Grönland von Dänemark zu erwerben.

### 20. Jahrhundert

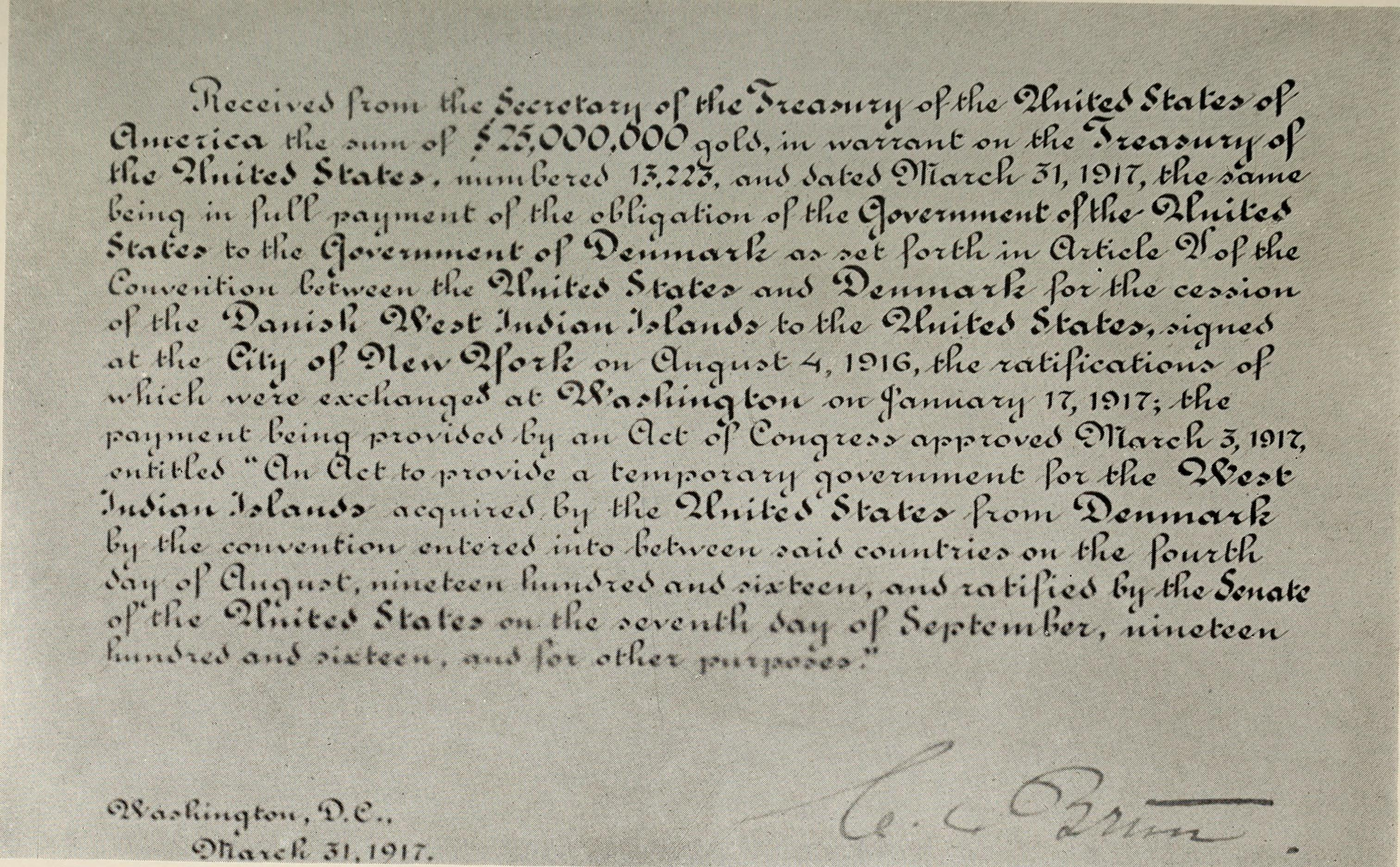
Rechnung für den Kauf von Dänisch-Westindien in Höhe von 25 Millionen US-Dollar (1917)

Während des Ersten Weltkriegs einigten sich beide Staaten schließlich auf einen Gebietstransfer in der Karibik. Am 31. März 1917 verkaufte Dänemark seine Besitzungen in der Karibik (die heutigen Amerikanischen Jungferninseln) für 25 Millionen Dollar in Gold an die Vereinigten Staaten. Dieses Abkommen beseitigte einen möglichen Streitpunkt und vertiefte die Zusammenarbeit. Dänemark blieb im Ersten Weltkrieg neutral, pflegte aber gute Beziehungen zu den USA. Auch in der Zwischenkriegszeit blieben die Beziehungen freundlich. Im April 1940 wurde Dänemark von den Truppen des nationalsozialistischen Deutschlands besetzt, wodurch die direkte Kommunikation mit den USA unterbrochen wurde. Die dänische Regierung verblieb zunächst im Amt, konnte jedoch nur eingeschränkt agieren und wurde 1943 vollständig entmachtet. Die Vereinigten Staaten betrachteten das besetzte Dänemark weiterhin als befreundete Nation und knüpften Kontakte zu dänischen Vertretern im Exil. Von großer strategischer Bedeutung war insbesondere Grönland, ein Teil des dänischen Gesamtstaats. Washington fürchtete, das Deutsche Reich könne Grönland militärisch nutzen, da die Insel im Nordatlantik einen Brückenkopf in Richtung Nordamerika darstellte.
In Abwesenheit der handlungsunfähigen dänischen Regierung handelte der dänische Botschafter in Washington, Henrik Kauffmann, eigenmächtig ein Abkommen mit den USA aus: Am 9. April 1941 unterzeichnete Kauffmann ein Abkommen, das den Amerikanern weitreichende Rechte einräumte, militärische Einrichtungen auf Grönland zu errichten. Dieses außergewöhnliche Abkommen galt so lange, wie eine Gefahr für den amerikanischen Kontinent bestand, und respektierte formal die dänische Souveränität über Grönland. In der Folge errichteten die USA während des Zweiten Weltkriegs auf Grönland zahlreiche Militärstützpunkte (insgesamt 17 Anlagen bis 1945) zur Wetterbeobachtung, U-Boot-Abwehr und Luftüberwachung. Die wichtigste Basis entstand bei Thule im Nordwesten Grönlands und ist bis heute in Betrieb. Nach der Befreiung Dänemarks im Mai 1945 ratifizierte das wiederhergestellte dänische Parlament das Kauffmann-Abkommen vom 1941 nachträglich, wobei die Vereinbarung jedoch als temporär angesehen wurde. Ein amerikanisches Kaufangebot für Grönland in Höhe von 100 Millionen US-Dollar wurde von Dänemark abgelehnt. Nach Kriegsende wurden wieder reguläre zwischenstaatliche Beziehungen aufgebaut und der amerikanische Gesandte kehrte im Juni 1945 nach Kopenhagen zurück. Die USA eröffneten 1947 eine reguläre Botschaft in Dänemark.
1949 trat Dänemark als Gründungsmitglied der NATO bei und wurde damit formell Bündnispartner der USA. In der frühen Phase des Kalten Krieges gewann Grönland erneut große Bedeutung für die Verteidigungsstrategie der USA. 1951 schlossen Kopenhagen und Washington ein neues Verteidigungsabkommen, das das Kauffmann-Abkommen ablöste und die langfristige amerikanische Präsenz in Grönland regelte. Dieser Stützpunkt entwickelte sich zu einem wichtigen Element des NATO-Frühwarnsystems gegen sowjetische Angriffe. Allerdings führte die Präsenz von Atomwaffen zeitweise zu Spannungen: Offiziell hatte Dänemark 1957 eine Antikernwaffenpolitik verkündet, die das Stationieren von Nuklearwaffen auf dänischem Territorium – einschließlich Grönlands – in Friedenszeiten untersagte. Tatsächlich lagerten die USA Ende der 1950er Jahre zeitweise heimlich Kernwaffen in Thule, wofür die dänische Regierung stillschweigend grünes Licht gegeben hatte. Im Januar 1968 stürzte ein mit Wasserstoffbomben bestückter US-Bomber vom Typ B-52 nahe dem Luftwaffenstützpunkt Thule ab. Dieser Zwischenfall verursachte eine radioaktive Kontamination und löste eine politische Kontroverse in Dänemark aus. Erst nach intensiven diplomatischen Beratungen gaben die USA gegenüber Dänemark Zusicherungen ab, Grönland künftig frei von Atomwaffen zu halten.
Trotz solcher Irritationen blieb das Verhältnis in der Gesamtbetrachtung eng und vertrauensvoll. Dänemark stand fest an der Seite der USA im Kalten Krieg und erfüllte seine NATO-Pflichten, wenn auch mit vergleichsweise bescheidenen Streitkräften. In den 1980er Jahren sorgten Beschlüsse des dänischen Parlaments – die sogenannten „Fußnoten“ zu NATO-Erklärungen, mit denen Dänemark Vorbehalte gegen bestimmte Rüstungsbeschlüsse (insb. Nuklearwaffen) formulierte – kurzfristig für Verstimmung in Washington. Insgesamt tat dies der transatlantischen Partnerschaft jedoch keinen Abbruch.

### 21. Jahrhundert

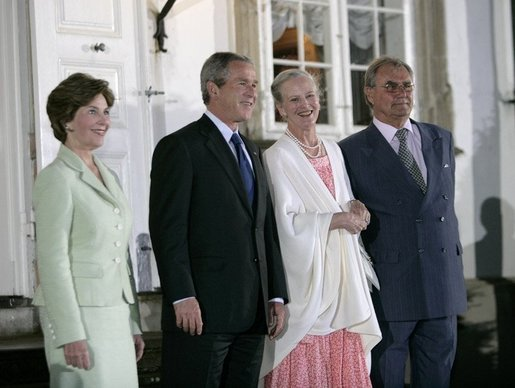
Laura und George W. Bush mit Henrik von Dänemark und König Margrethe II. (2005)

Nach dem Ende des Kalten Krieges baute Dänemark seine Rolle als aktiver Verbündeter der USA weiter aus. Seit den 1990er Jahren beteiligte sich das Land an nahezu allen wichtigen internationalen Missionen unter amerikanischer Führung oder mit amerikanischer Beteiligung. So entsandte Dänemark 1999 Kampfflugzeuge für die NATO-Operation im Kosovo und engagierte sich in den Friedensmissionen auf dem Balkan. Nach den Terroranschlägen vom 11. September 2001 stand Dänemark fest an der Seite der USA im Krieg gegen den Terror. Dänische Truppen kämpften in Afghanistan (ab 2002 im Rahmen der ISAF) und im Irakkrieg 2003–2007 an der Seite der amerikanischen Streitkräfte. Insbesondere in Afghanistan übernahm Dänemark trotz seiner geringen Größe risikoreiche Kampfaufgaben in der Unruheprovinz Helmand. Insgesamt verloren rund 50 dänische Soldaten in Afghanistan und im Irak ihr Leben. Die Regierung von Anders Fogh Rasmussen (2001–2009) galt als ausgesprochen US-freundlich und unterstützte die amerikanische Außenpolitik nachdrücklich. Auch an den späteren internationalen Missionen – etwa der NATO-Intervention in Libyen 2011 und der Anti-IS-Koalition im Irak und in Syrien – beteiligten sich dänische Streitkräfte mit Flugzeugen, Schiffen oder Ausbildern.

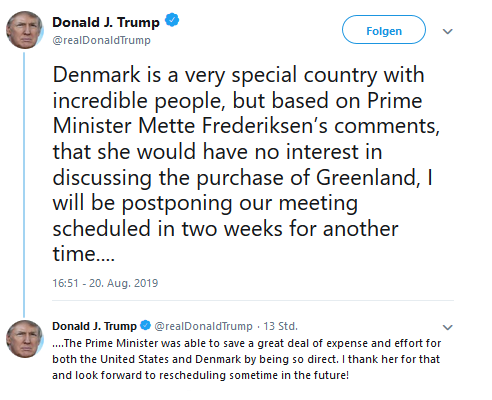
Tweet von Donald Trump, in dem er eine Reise nach Dänemark absagt (2019)

2004 wurde das Igaliku-Abkommen geschlossen, das das Verteidigungsabkommen von 1951 modernisierte und Grönland mehr Mitspracherechte einräumte. Unter Präsident Donald Trump erlangte Grönland dann unerwartet weltweite Schlagzeilen: Im August 2019 schlug Trump öffentlich vor, die USA könnten Grönland von Dänemark „kaufen“. Ministerpräsidentin Mette Frederiksen wies dieses Ansinnen brüsk als „absurd“ zurück. Daraufhin sagte Trump kurzfristig einen geplanten Staatsbesuch in Kopenhagen ab, was in Dänemark für Empörung sorgte. Im Jahr 2020 eröffneten die USA – fast sieben Jahrzehnte nach der Schließung ihres letzten Konsulats – erneut ein amerikanisches Konsulat in Grönlands Hauptstadt Nuuk. In der Amtszeit von Trumps Nachfolger Joe Biden, der zur klassischen Außenpolitik gegenüber Dänemark zurückkehrte, normalisierte sich das Verhältnis wieder. Im Juni 2023 besuchte Ministerpräsidentin Frederiksen das Weiße Haus in Washington. Im Mittelpunkt standen dabei die Koordination in der NATO und die gemeinsame Unterstützung der Ukraine im Abwehrkampf gegen Russland.
Nach der erneuten Wahl von Donald Trump im Jahr 2024 stellte dieser erneut Ansprüche auf Grönland. Ende 2024 schrieb Trump in der Truth Social, dass die Vereinigten Staaten Grönland unbedingt besitzen und kontrollieren müssen, und begründete dies mit der „nationalen Sicherheit“ und der „Freiheit in der Welt“. Er schloss öffentlich nicht aus, militärische Mittel zu benutzen, um die Kontrolle über Grönland zu erlangen und wies Berichten zufolge im Mai 2025 seine Geheimdienstkoordinatorin Tulsi Gabbard an, die Spionage auf Grönland zu verstärken. Den Anspruch auf Grönland rechtfertige Vizepräsident JD Vance damit, dass „Dänemark kein guter Verbündeter war“ und der republikanische Abgeordnete Andy Ogles damit, dass die USA das „dominante Raubtier“ seien.

## Wirtschaftsbeziehungen
Die Wirtschaftsbeziehungen zwischen Dänemark und den Vereinigten Staaten sind gut entwickelt und von beiderseitigen Investitionen geprägt. Die USA sind außerhalb der EU der mit Abstand wichtigste Handelspartner Dänemarks. Seit den 2010er Jahren haben die Vereinigten Staaten sogar Deutschland als größten Absatzmarkt für dänische Exporte übertroffen. Im Jahr 2024 gingen 18 % der dänischen Warenausfuhr und Dienstleistungsexporte in die USA. Dänische Produkte spielen auf dem riesigen amerikanischen Markt insbesondere in Nischen eine Rolle – etwa bei Pharmazeutika (Insulinpräparate von Novo Nordisk), Windenergieanlagen (Vestas) oder hochwertigen Konsumgütern (z. B. Spielwaren von Lego). Die Importe aus den USA nach Dänemark bestehen zu einem großen Teil aus Dienstleistungen (z. B. IT- und Finanzdienstleistungen sowie Lizenzen) und aus industriellen Gütern wie Maschinen, Elektronik, Medizintechnik und nicht zuletzt Rüstungsgütern. Fast 1.000 dänische Tochterunternehmen sind in den Vereinigten Staaten aktiv und beschäftigen dort rund 91.000 Mitarbeiter (Stand 2023). Umgekehrt gibt es in Dänemark etwa 1.100 US-Unternehmen mit Niederlassungen, die über 40.000 Arbeitsplätze stellen.
Neben Handel und Investitionen kooperieren Dänemark und die USA verstärkt in Wissenschaft und Technologie. Ein bilaterales Abkommen über wissenschaftlich-technische Zusammenarbeit wurde 2009 geschlossen. 2021 unterzeichneten beide Regierungen eine Vereinbarung zur engeren Zusammenarbeit im Energiebereich, insbesondere bei erneuerbaren Energien und Forschung an sauberer Technologie.

## Kulturbeziehungen
Die kulturellen Bindungen zwischen Dänemark und den Vereinigten Staaten sind durch eine lange Migrationsgeschichte und intensive zivilgesellschaftliche Kontakte gekennzeichnet. Seit dem 19. Jahrhundert haben mehrere hunderttausend Dänen in den USA eine neue Heimat gefunden. Heute geben rund 1,5 Millionen US-Amerikaner an, dänische Wurzeln zu haben. Zentren der dänischstämmigen Gemeinschaft finden sich vor allem im Mittleren Westen (etwa in den Bundesstaaten Iowa, Wisconsin, Minnesota) sowie im Westen (insbesondere in Kalifornien und Utah). Dänische Einwanderer und ihre Nachfahren pflegen bis heute Bräuche ihrer Herkunft – es bestehen dänisch-amerikanische Vereine, Kirchen und Kultureinrichtungen. In dem Städtchen Elk Horn (Iowa) befindet sich das Museum of Danish America, das die Geschichte der dänischen Einwanderung dokumentiert und von beiden Ländern unterstützt wird.
Amerikanische Popkultur, von Hollywood-Filmen bis zu Musik und Mode, findet in Dänemark großen Anklang und die weitverbreiteten Englischkenntnisse in Dänemark erleichtern den Kulturaustausch. Umgekehrt stoßen dänische Kulturprodukte – etwa skandinavische Krimi-Literatur, New Nordic Cuisine oder Design und Architektur aus Dänemark – in den USA auf Interesse. Städtepartnerschaften (wie die Verbindung zwischen Kopenhagen und Chicago), akademische Austauschprogramme (z. B. das Fulbright-Programm) und Tourismus in beide Richtungen fördern den direkten Kontakt der Menschen.

## Sicherheitsbeziehungen
Dänemark und die Vereinigten Staaten sind enge sicherheitspolitische Partner. Als kleines Land an der NATO-Ostflanke war Dänemark während des Kalten Krieges auf die Schutzgarantien der USA angewiesen – umgekehrt schätzten die USA Dänemarks strategische Position an der Ostsee und im Nordatlantik. Dänische Kampfflugzeuge, Kriegsschiffe und Spezialeinheiten wirkten an der Seite der US-Streitkräfte in Konflikten vom Balkan über Afghanistan bis Libyen mit. Amerikanische Verteidigungsplaner würdigen, dass Dänemark trotz begrenzter Ressourcen über Jahre hinweg überproportionale Beiträge leistete. Im Kampf gegen die Terrororganisation IS etwa beteiligte sich Dänemark ab 2014 mit F-16-Jagdbombern und Ausbildern im Irak und in Syrien, was in den USA auf hohe Anerkennung stieß. Dänemark beteiligte sich außerdem auch an der Evakuierung von Chemiewaffen aus Syrien.
Ein besonderes sicherheitspolitisches Element bildet die Zusammenarbeit in der Arktis. Grönland beherbergt mit der Thule Air Base (offiziell seit 2023 Pituffik Space Base) den nördlichsten US-Militärstützpunkt der Welt. Die Basis, die unter das gemeinsame Verteidigungsabkommen fällt, ist für Frühwarnradar und Weltraumüberwachung von zentraler Bedeutung. Seit 1951 sind ständig US-Militärangehörige und Vertragspartner in Thule stationiert.  Beide Länder sind Teil der NATO und arbeiten bei der Weiterentwicklung der Allianz Hand in Hand – etwa in Fragen der Abschreckung im Ostseeraum oder der Anpassung an neue Herausforderungen (Cybersicherheit, hybride Bedrohungen). Bei NATO-Großmanövern stellen die USA regelmäßig Truppen in Dänemark, und dänische Einheiten nehmen an Übungen in den USA teil, Dänemark beschafft einen Großteil seiner wichtigen Wehrtechnik – von Kampfflugzeugen über Luftabwehr bis zu Panzern – aus den USA oder in Kooperation mit amerikanischen Firmen. Dadurch bestehen enge industrielle Verbindungen, und dänisches Militärpersonal wird häufig in den USA ausgebildet.
Im Juni 2025 stimmte das dänische Parlament einem Abkommen zu, dass den USA erlaubt, Militärbasen auf dänischem Boden zu errichten.